# بنزانیلید
بنزانیلید ترکیبی آلی با فرمول شیمیایی C۶H۵C(O)NHC۶H۵ و به شکل جامد سفید رنگ است. این ماده به صورت تجاری در دسترس است. با استفاده از واکنش بنزوئیک اسید با آنیلین تهیه می‌شود.